# Pteronycta hastifera
Pteronycta hastifera är en fjärilsart som beskrevs av Erich Martin Hering 1926. Pteronycta hastifera ingår i släktet Pteronycta och familjen nattflyn. Inga underarter finns listade.